# ألان روبنسون
ألان روبنسون هو سياسي كندي، ولد في 21 أكتوبر 1948 بتورونتو في كندا، وتوفي بنفس المكان في 6 ديسمبر 2013. حزبياً، نشط في حزب أونتاريو المحافظ التقدمي. وقد انتخب عضو برلمان مقاطعة أونتاريو.